# Platylomalus
Platylomalus är ett släkte av skalbaggar som beskrevs av Cooman 1948. Platylomalus ingår i familjen stumpbaggar.

## Dottertaxa tillPlatylomalus, i alfabetisk ordning[1][2]
- Platylomalus acisternus
- Platylomalus aequalis
- Platylomalus alluaudi
- Platylomalus arrowi
- Platylomalus bavicola
- Platylomalus biarculus
- Platylomalus bicavatus
- Platylomalus biellipticus
- Platylomalus calcuttanus
- Platylomalus carinipygus
- Platylomalus ceylanicus
- Platylomalus cincticauda
- Platylomalus clavis
- Platylomalus complanatus
- Platylomalus cribratus
- Platylomalus derasus
- Platylomalus digitatus
- Platylomalus erythraeus
- Platylomalus evanescens
- Platylomalus exiguus
- Platylomalus feae
- Platylomalus forestieri
- Platylomalus fossisternus
- Platylomalus fujisanus
- Platylomalus gardineri
- Platylomalus goliath
- Platylomalus horni
- Platylomalus indicus
- Platylomalus inflexus
- Platylomalus instabilis
- Platylomalus kabakovi
- Platylomalus kusuii
- Platylomalus lenticula
- Platylomalus longicornis
- Platylomalus mendicus
- Platylomalus modiglianii
- Platylomalus musicus
- Platylomalus niponensis
- Platylomalus nudipectus
- Platylomalus oceanitis
- Platylomalus osellai
- Platylomalus parvopunctatus
- Platylomalus persimilis
- Platylomalus pseudosuturalis
- Platylomalus saucius
- Platylomalus sauteri
- Platylomalus schultheissi
- Platylomalus sinuaticeps
- Platylomalus submetallicus
- Platylomalus tcibodae
- Platylomalus terraereginae
- Platylomalus therondi
- Platylomalus tonkinensis
- Platylomalus umbilicatus
- Platylomalus varionotus
- Platylomalus venator
- Platylomalus viaticus
- Platylomalus victoriae
- Platylomalus vittula
- Platylomalus zypi